# Sphecodes ugandae
Sphecodes ugandae är en biart som beskrevs av Blüthgen 1928. Sphecodes ugandae ingår i släktet blodbin, och familjen vägbin. Inga underarter finns listade i Catalogue of Life.